# Шаму сир Желон
Шаму сир Желон (фр. Chamoux-sur-Gelon) насеље је и општина у источној Француској у региону Рона-Алпи, у департману Савоја која припада префектури Шамбери.
По подацима из 2011. године у општини је живело 886 становника, а густина насељености је износила 83,35 становника/km². Општина се простире на површини од 10,63 km². Налази се на средњој надморској висини од 330 метара (максималној 1.052 m, а минималној 287 m).

## Демографија
| 1962. | 1968. | 1975. | 1982. | 1990. | 1999. | 2011. |
| ----- | ----- | ----- | ----- | ----- | ----- | ----- |
| 508   | 585   | 518   | 600   | 639   | 678   | 886   |

График промене броја становника у току последњих година